# 美容院

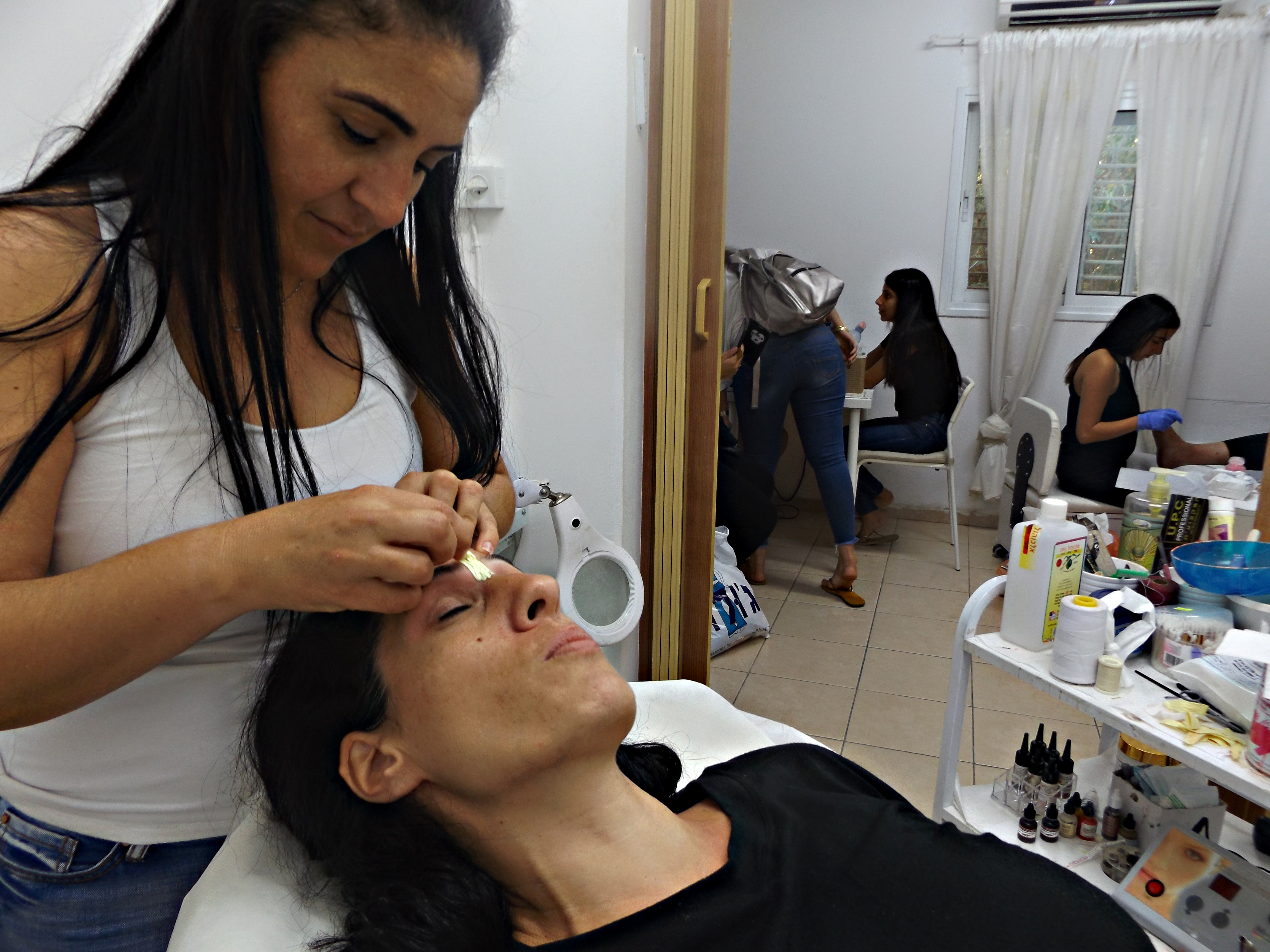
美容院

美容院又稱美容沙龍是指美容從業人員從事美容服務之工作場所。美容從業人員是專門從事協助顧客改善臉部肌膚問題、臉部肌膚保養以及臉部按摩等等之工作。美容屬於美業之一，美業意指美好的事業，讓顧客變美變漂亮的行業。美業包含美髮、美容、化妝、美睫、美甲、瘦身、美體按摩SPA、紋繡、服飾、形象設計等種類。

## 美容院简介
常見的美容服務包括面部美白、补水、刮痧、潔膚、去角質、按摩、保養等步驟，視顧客消費需求以強化美容服務內容。同时，现在的美容院更倾向于美容美体一体化服务，不仅包括上述的面部美容项目，还包括各种身体保养项目。有芳享肩颈调理项目、芳享胸部保养身体项目等，类似这样的身体项目如今非常受顾客的喜爱的。
美容沙龍的空間規模沒有一定的場地限制，單張美容床或多張美容床均可從事美容服務行為。小型美容沙龍多設置在美容師的住所之內，採取住辦合一，以減少房屋租金方面的開銷。大型美容沙龍多設置在人口密集的街道旁，或是百貨公司、大型商場之內，採取複合式、連鎖經營型態，以增加與廠商的議價空間、降低美容沙龍的營業成本。
以往人們到美容院會以方面自己的地區或朋友以作招徠，現時網絡盛行，人們都均以在網絡上尋找有信譽的美容服務。美容院亦除了以往的電視、傳單等宣傳外，也多了以網站推廣為主。坊間也設有相關的預約平台，讓消費者及美容院之間多了一個渠道接受訊息，加強各方面的透明度。
近幾年知名的專櫃化妝品也陸續在專櫃內或附近設置美容沙龍，透過與消費者互動的機會，增加該專櫃的營業收入。也有年輕的美容師開著改裝過後的休旅車或廂型車，從事「行動美容沙龍」，以吸引求新求變的消費者。

### 阿富汗
在2023年塔利班取缔之前，阿富汗有数以千计的美容沙龙。

### 印度
2013年，印度的美容院雇佣了340万人。 预计该行业到2022年将雇佣1210万名工人。 服务通常包括面部护理、美白漂白、脱毛、染发和直髮。

### 美国
美容沙龙在美国各地都表现出抗经济衰退的特性。尽管由于2008年的经济大衰退，销售额从高点下降，但仍保持稳健增长，并有着长期积极的预测。 尽管在经济衰退期间消费者更加注重价格，但支出仍持续增加。自2015年以来，美国各地人均收入不断上升，美容沙龙蓬勃发展，在美国创造了562亿美元的收入。美髮护理是最大的细分领域，拥有86,000家门店。皮肤护理预计将在2023年产生210.9亿美元的收入，年均增长3.91%。 这种增长部分是因为美国女性对皮肤护理重要性认识的提高，但也特别是由于男性市场的增加。 2020年，市场在美国各地广泛分布，集中在东北部和中西部地区。此外，精品沙龙的兴起和利用在线营销吸引顾客并与连锁店竞争是一个增长趋势。 2014年，美国劳工部估计，美国的就业增长了20%，在2008年至2014年间，其中皮肤护理专家的就业增长最大。 美容沙龙雇佣专门从事一般美容技术的美容师。美容师执照要求因州而异，取决于所需的具体许可证类型：一般美容师、发型师、美容师、美甲师、理发师、电除毛师或其他类型。